# Németh Hajnal Aurora

Németh Hajnal Aurora portréja

Németh Hajnal Aurora (szül. név.: Németh Hajnalka, Csorna, 1982. május 3.–) magyar ipar- és képzőművész, négyszeres Hungarikum pályázaton nyertes.

## Életútja
Németh Hajnal Aurora a győri Révai Miklós Gimnáziumban érettségizett. Tanulmányait az Iparművészeti Egyetemen (Moholy-Nagy Művészeti Egyetem) végezte, Szilikátipari tervező művész, azon belül Üvegművész szakon 2007-ben. Mesterei Hefter László, Bohus Zoltán és Horváth Márton üvegművészek. 2008-ban Vizuális- és Környezet Kultúra Tanár diplomát szerzett, ugyanezen az egyetemen.
Pályafutása elején ólomüveg festő és restaurátor volt Hefter László és Gonzales Gábor üvegművészek mellett. Emellett képzőművészeti kiállításokon mutatta be üvegszobrait és installációit, melyeket videókkal, szövegekkel, fotókkal keverve állított ki, feszegetve a műfaji határokat. 2002 óta állít ki csoportosan, már több, mint 60 alkalommal, 2008 óta egyéni kiállításokat is szervez. Kiállítás megnyitóira 2008 óta rendez rendhagyó előadásokat színészekkel, táncosokkal, énekesekkel.
Később a színházdíszletek és jelmezek világa felé fordult, tervezett díszletet a Győri Balett, az Experidance Production, a Sopron Balett számára, jelmezt a Sopron Balett, Ivancsics Ilona társulatának művészeinek. 
2012 óta valósághű híres magyar épületek makettjeinek tervezésében és festésében is dolgozik, részt vett a Szarvasi Mini Magyarország és a Szejkei Mini Erdély makett park makettjeinek létre hozásában.
Közel 20 évig néptáncolt, 1999 óta járja a különböző tájegységeket, tánc és viselet tanulmányozás miatt. Ennek hatására 2016-ban megalapította márkáját az Aurora FolkGlamourt, melyben a magyar népművészet és a magyar hímzésminták által inspirált egyedi ékszerek és ruhák, illetve a Mesés Divatbemutatók állnak a középpontban. Minden alkotás a régi viselet darabok, minták újra tervezett vagy felhasznált verziói, mert a fenntarthatóság is nagyon fontos szempont számára.
A divat mögött fontosnak tartja a hiteles tervezést, folyamatosan kutatja a viseleteket, a hímzés minták jelentéseit, hogy a régi világot megmentse, de közben ma is hordhatóvá tegye. A hungarikum pályázaton több alkalommal nyertes pályázatot nyújtott be. Archiválva 2014. július 16-i dátummal a Wayback Machine-ben. 
A Mesés divatbemutatókon magyar népmesék, balladák, legendák elevenednek meg, az Aurora FolkGlamour ruhákkal, ékszerekkel, színészeken, énekesen és táncosok. Magyar népzenéből inspirálódott zenékkel és a magyar néptánc elemeivel. Az előadást „Komplex magyar élménynek” is nevezik.

## Előadások
Előadásokat rendezett a torontói Kodály Táncegyüttessel, a sepsiszentgyörgyi Háromszék Táncegyüttessel, a bécsi Napraforgók Táncegyüttessel, a Forgórózsa Fesztiválra a Góbé zenekarral, a budai Vigadóban, a győri Legendák Fesztiválján és a Barokk esküvőn, a Táncháztalálkozóra, Tiszafüreden az Opera of the Nature fesztiválra.

## Kiállítások, divatbemutatók
Részt vett Dunaszerdahelyen, Pozsonyban, Berlinben, Münchenben, Párizsban, Prágában, Bécsben és számos hazai városban kiállításon és divatbemutatón.

## Művészi együttműködések
Több híres művésszel dolgozik együtt előadás és divat témában, többek között, Bátori Éva Érdemes és Kiváló Művész, opera énekes, Fekete Borbála Nemzetközi Diákolimpia megnyitóján, Kocsis Enikő Harangozó-díjas táncművész és koreográfus, Horváth Lili Jászai Mari-díjas színművész, Kárász Eszter színművész, Mucza Gabriella Óbudai Danubia Zenekar művésze, Sebestyén Márta Kossuth- és Liszt Ferenc-díjas énekes, előadóművész, Tímár Sára Junior Prima-díjas énekes, Várnagy Andrea Liszt Ferenc-díjas zongoraművész, Völner Eszter népdal és opera énekes, Zsikó Zsuzsanna Megyei Prima díjas énekes művészekkel.
A Fölszállott a páva műsorvezetője, Morvai Noémi és a zsűri tagok is viseltek élő adásban Aurora FolkGlamour kiegészítőket.
Művei megtalálhatóak magángyűjteményekben és közgyűjteményekben, pl.: a Győri Városi Múzeumban is.

## Tagságai
- 2019– Magyar Belsőépítész Egyesület tagja
- 2002- a Magyar Üvegművészek társaságának tagja

## Díjai
- 2023: HUNG-2023 pályázaton nyertes
- 2022: HUNG-2022 pályázaton nyertes
- 2020: HUNG-2020 pályázaton nyertes
- 2019: HUNG-2019 pályázaton nyertes
- 2019: Szegedi papucs újra tervezése díj
- 2018: HUNG-2018 pályázaton nyertes
- 2017: HUNG-2017 pályázaton nyertes
- 2016: Ericsson Szercode Challenge Legjobb Női Tervező díja
- 2014: Gombold Újra! Középdöntőse
- 2015: Mecénás program, Győr
- 2009: Győri Rotary Club Tehetséges Ifjúság Támogatása Pályázat
- 2009: Győr Tehetséges Ifjúságért Pályázat
- 2007: „Az Én kulturális Fővárosom” Pécs
- 2005: Győr Tehetséges Ifjúságért Pályázat
- 2005: European Ways of Life, Young Talent of Tomorrow, Nantes

## Díszlet- és jelmeztervezés
- 2020 Jelmeztervezés és kivitelezés az Maurice Maeterlink-Neumann: A kék madár című darabjához

Rendező: Ivancsics Ilona
Jelmeztervező: Németh Hajnal Aurora
- 2019–2020 Jelmeztervezés és kivitelezés az Janikovszky Éva A lemez két oldala című darabjához

Rendező: Tollár Mónika
Jelmeztervező: Németh Hajnal Aurora
- 2016 Díszlet- és jelmeztervezés és kivitelezés az Álmos legendája, a Sopron Balett számára

Koreográfus: Demcsák Ottó
Díszlet- és jelmeztervező: Németh Hajnal Aurora
- 2014 Díszlettervezés és kivitelezés Szenvedélyem, Velence, az Experidance Production számára

Rendező: Manfred Schweigkofler
Koreográfus: Román Sándor
Díszlettervező: Németh Hajnal Aurora
Jelmeztervező: Debreczeni Ildikó
- 2013 Díszlettervezés és kivitelezés Szentivánéji álom, Győri Balett számára

Rendező: Youri Vamos
Díszlettervező: Németh Hajnal Aurora
- 2013 Eszterházy Vigasságok színpad tervezés, kivitelezés
- 2006 A Táncos-díszlettervezés, kivitelezés Zéró Társulat-alternatív színház

Rendező: Müller Ádám
Díszlettervező: Németh Hajnal Aurora és Budai Zsolt

### Tv-riportok
- 2021. 04.24.; Én vagyok itt, M2 Petőfi tv
- 2021. febr. 17.; Család-Barát Magazin, Duna Tv
- 2021. febr. 14.; Start Plusz, Atv
- 2021.febr.9.; Paletta, Hír tv
- 2021. február 9.; Libretto, M5
- 2020. dec. 17.; Én vagyok itt, Petőfi Tv
- 2020. nov. 14.; Divat és dizájn, Duna tv
- 2020. okt.19.;	Család-Barát Magazin, Duna Tv
- 2020. okt.14.;	Libretto, M5
- 2020.okt.5.; Híradó, M1
- 2020. szept. 29.; Hír tv Paletta
- 2020. szeptember 25.; Család-Barát Magazin, Duna Tv
- 2020. augusztus 1.; Hír tv Paletta
- 2020. augusztus 28.; Én vagyok itt, Petőfi Tv
- 2020. július 7.; Balatoni Nyár, Duna tv
- 2020. február 14.; Ridikül, Duna Tv
- 2020. január 28.; Család-Barát Magazin, Duna Tv
- 2019. december 19.; Család-Barát Magazin, Duna Tv
- 2019. november 14.; Család-Barát Magazin, Duna Tv
- 2019. szeptember 7.; Divat és Dizájn, Duna Tv
- 2019. május 25.; Divat és Dizájn, Duna Tv
- 2019. április 3.; Jakupcsek Plusz, ATV
- 2018.december 10.; Család-Barát Magazin, Duna Tv
- 2018.december 6.; Szerencse Híradó, Duna Tv
- 2018.november 10.; Én vagyok itt, Petőfi TV
- 2018.november 8.; Kult’30, M5 TV
- 2018.november 8.; Hírfolyam, M1 TV
- 2018.november 2.; Paletta, Hír TV
- 2018.szeptember 22.; Rúzs és Selyem, Duna TV
- 2018. augusztus 20.; Új idők, új dalai, M5 TV
- 2013. december; Pomodoro, Győr Plusz Tv
- 2013. ápr.16.; Hír Tv-Zöld Övezet
- 2013. február 26.; Hirado.hu
- 2011. január; Duna Tv, Kikötő
- 2010. augusztus 8.; Duna Tv, Kikötő
- 2010. július 17.; Zugló Tv, Budapest
- 2009. április; Hírcity Televízió, Győr
- 2009. április; Régióra, Magyar Televízió 1
- 2009. április 08.; Páholy, Revita Televízió, Győr
- 2008. március; Választás VAM, Filmmúzeum
- 2008. március; MindenTanulás Egyeteme, Duna Televízió
- 2007. aug.; Főtér, Magyar Televízió 1
- 2006. április 21.; Régióra, Magyar Televízió 1
- 2006. május 5.; Régióra, Magyar Televízió 1